# Nowa Nowa
Nowa Nowa è una città australiana, situata nello Stato di Victoria, nella Contea di East Gippsland vicino al lago Entrance. Al censimento del 2006 aveva una popolazione di 144 abitanti. La città è a 337 km da Melbourne.